# Kutama
|  | «Ketama» redirigeix aquí. Vegeu-ne altres significats a «Ketama (grup de música)». |

Els kutama o ketama (amazic: Iktamen) foren un dels grans grups amazics. Al segle viii, ocupaven la regió al nord de Constantina, entre els Aures i la mar, amb les ciutats principals d'Ikdjan, Setif, Baghaya, Ngaous (Nikawus), Tiguits (Tikist), Mila, Constantina, Skikda, Djidjelli, Bellezma i tota la regió de la Petita Cabília. La seva llengua nacional els feia descendents dels himiarites i l'ancestre epònim era Katam ibn Bernes, que va tenir dos fills, Gharsen i Issuda, dels quals descendeixen totes les tribus kutama. Potser són els Koidamousii del geògraf grec Ptolemeu.
Quan Ubayd-Al·lah es va proclamar mahdí, els seus agents van convèncer alguns pelegrins kutama que eren a la Meca que es van convertir a les doctrines ismaïlites; el convers més destacat fou Musa, xeic dels Sakyan, un clan dels djamila (de Mila). El daï ('missioner') Abu-Abd-Al·lah aix-Xií, un fidel del mahdí, va venir a establir-se a Ikdjan i s'hi va poder mantenir tot i els esforços dels aglàbides i des d'allí va poder estendre les seves conquestes i alliberar el mahdí que estava presoner a Sigilmasa; per tant, la fundació del Califat Fatimita fou feta mercès al suport dels kutama, que mai abans havien jugat cap paper polític. Foren els kutama els qui van donar als fatimites els mitjans per conquerir Egipte, però els esforços que van haver de fer estaven per damunt de la seva potència i els que van restar a Ifríqiya es van haver de sotmetre als senyors locals i els d'Egipte es van dispersar. No va passar gaire temps que la seva adhesió a l'ismaïlisme va començar a ser mal vista i fins i tot una tribu, els sedwikish, van renegar del seu origen kutama. L'ismaïlisme fou abandonat.
Avui dia, hi ha poblacions d'origen kutama a Djurdjura (els zuwawa), Djidjelli i la Petita Cabília.